# Vaségető
Vaségető (1899-ig Vasberzence, szlovákul: Železná Breznica) község Szlovákiában, a Besztercebányai kerületben, a Zólyomi járásban.

## Fekvése
Zólyomtól 12 km-re északnyugatra, a Berzence-patak (Breznický potok) völgyében fekszik. Huta tartozik hozzá.
Északkeletről Szliács, délkeletről Zólyomternye, délről Felsőbesenyő, délnyugatról Bezeréte, északnyugatról Dallos községekkel, rövid szakaszon északról Körmöcbánya és Szélnye külterületével határos. Délnyugati, nyugati és északi határa egyben a történelmi Bars és Zólyom vármegyék határa.
Területe (19,0827 km²) nem változott számottevően a 20. század folyamán.

## Története
1424-ben „Wasekethew” néven említik először. Kezdetben a dobronyai uradalomhoz tartozott. 1517-ben Thurzó Sándor vasércbányát nyitott itt és a vasérc feldolgozására vashámort alapított. 1546 és 1848 között a besztercebányai kamara tulajdona. 1817 és 1849 között fegyvergyár működött a településen. 1828-ban 42 házában 318 lakos élt. Lakói mezőgazdasággal, erdei munkákkal, szénégetéssel, állattartással foglalkoztak.
Fényes Elek 1851-ben kiadott geográfiai szótárában így ír a faluról: „Vas-Berzencze, (Zselezna Breznicza), tót falu, Zólyom vgyében, az elébbeni helységhez közel kősziklás, erdős hegyek közt: 317 kath. 1 evang. lak. Vas hámor. F. u. kamara.”
A trianoni diktátumig Zólyom vármegye Zólyomi járásához tartozott.

## Népessége
| Év:            | 1994. | 2004.   | 2014.   | 2024. |
| -------------- | ----- | ------- | ------- | ----- |
| Emberek száma: | 523   | 501     | 543     | 543   |
| Eltérés:       |       | -4,20 % | +8,38 % | +0 %  |

| Év:            | 2023. | 2024.   |
| -------------- | ----- | ------- |
| Emberek száma: | 533   | 543     |
| Eltérés:       |       | +1,87 % |

1910-ben 541, túlnyomórészt szlovák lakosa volt.
2001-ben 518 lakosából 514 szlovák volt.
2011-ben 555 lakosából 535 szlovák.

## Nevezetességei
- Szent Cirill és Metód tiszteletére szentelt római katolikus temploma 1969-ben épült.
- A Huta településrészen álló Szent Anna tiszteletére szentelt, római katolikus kápolnája 1755-ben épült barokk-klasszicista stílusban.
- A Matlová településrészen a temető felett álló képoszlop 1715-ben készült barokk stílusban.

## Képtár

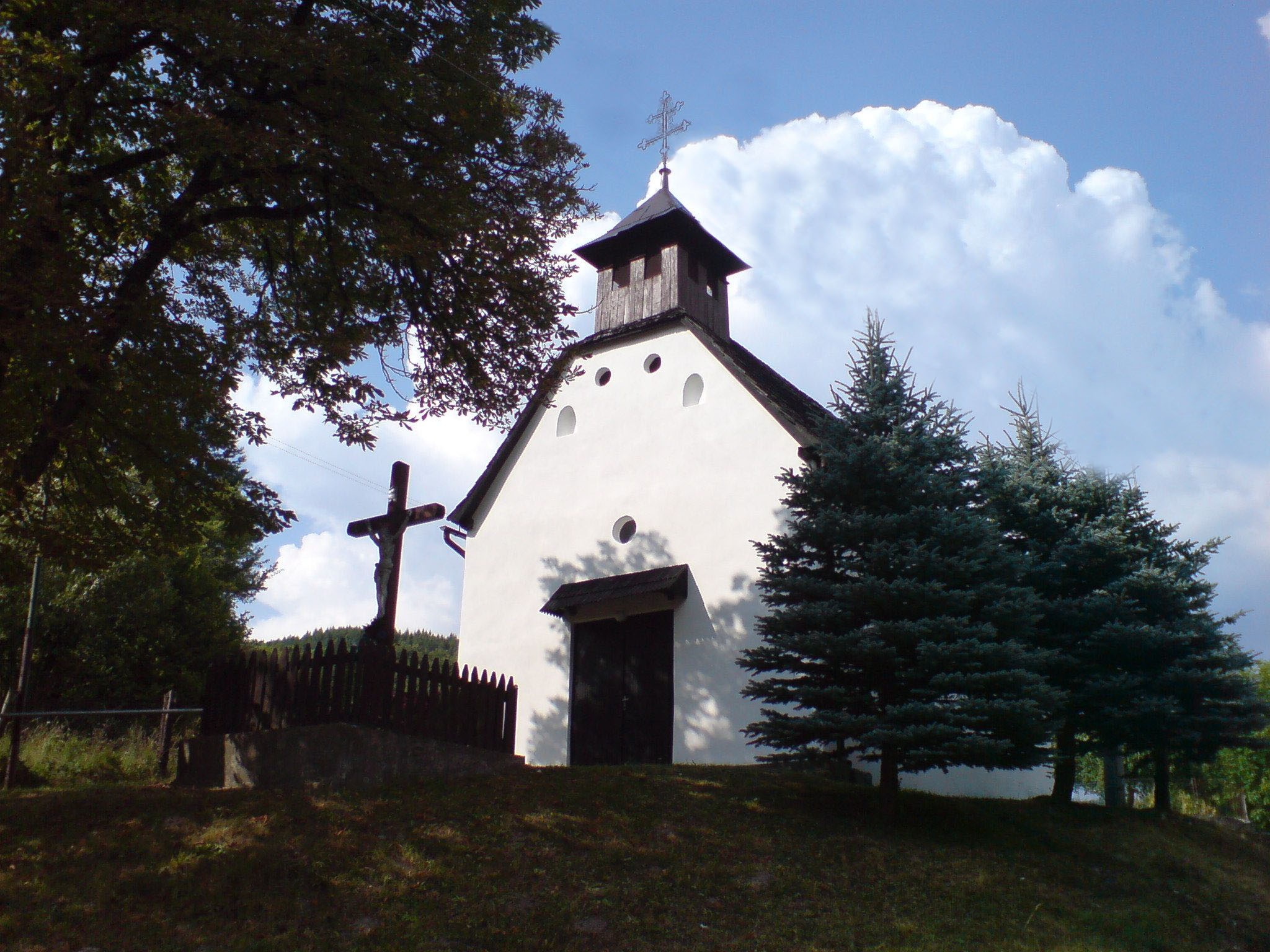
Szent Anna kápolna
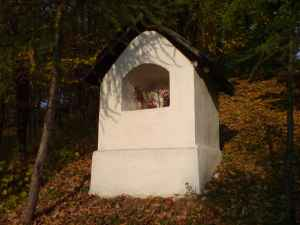
Barokk képoszlop
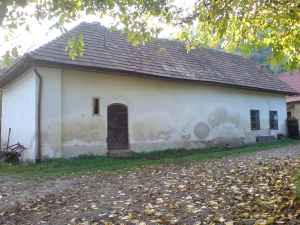
A korábbi vasmű irodája
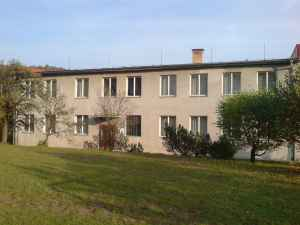
Óvoda
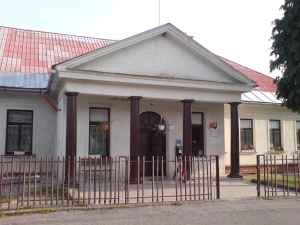
Gyermekotthon
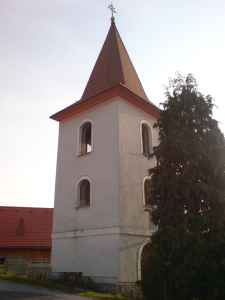
Harangtorony

## Külső hivatkozások
- Hivatalos oldal
- E-obce.sk Archiválva 2009. augusztus 14-i dátummal a Wayback Machine-ben
- Községinfó
- E-obec.sk
- Vaségető a térképen